# Топлицкое восстание
Топлицкое восстание (серб. Топлички устанак) — восстание сербов против болгарской оккупации Сербии, вспыхнувшее в годы Первой мировой войны (весна 1917 года).

## Предыстория
В конце 1915 года в ходе Косовской операции болгарские войска разбили сербскую армию. 24 ноября передовые части болгар заняли Приштину. 4 декабря сербские части отступили в Албанию. Сербия была разделена на австро-венгерскую и болгарскую зоны оккупации, границей между которыми стала река Великая Морава (по линии: Смедерево-Крушевац-Гнилане-Шар-Планина). Болгарская зона оккупации была разделена на Моравскую (центр Ниш) и Македонскую (Скопье) области.
В феврале 1917 года оккупационные власти Болгарии начали мобилизацию населения (этнических болгар и македонцев) на оккупированной территории в болгарскую армию.

## Ход восстания

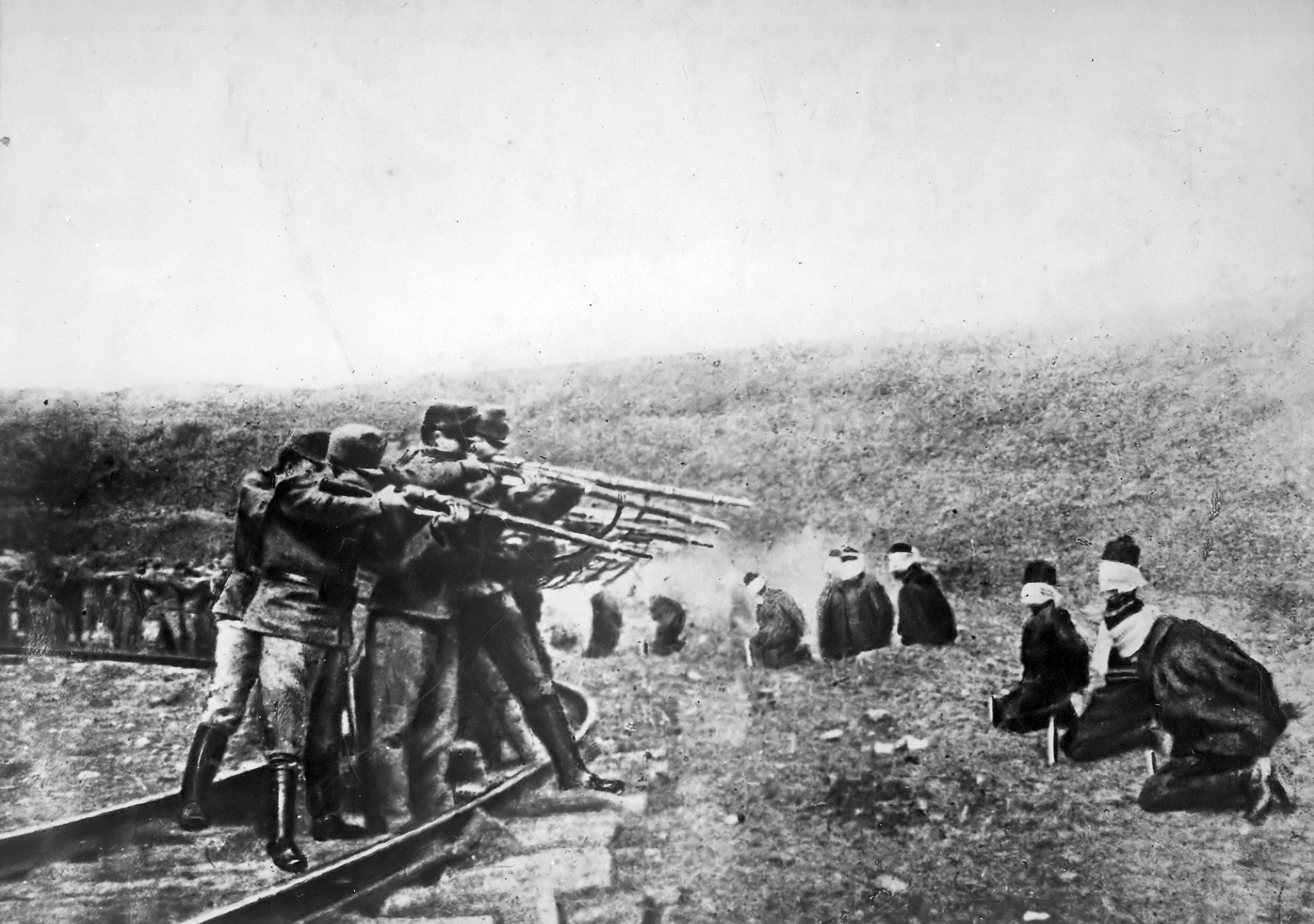
Австрийские солдаты расстреливают сербских повстанцев

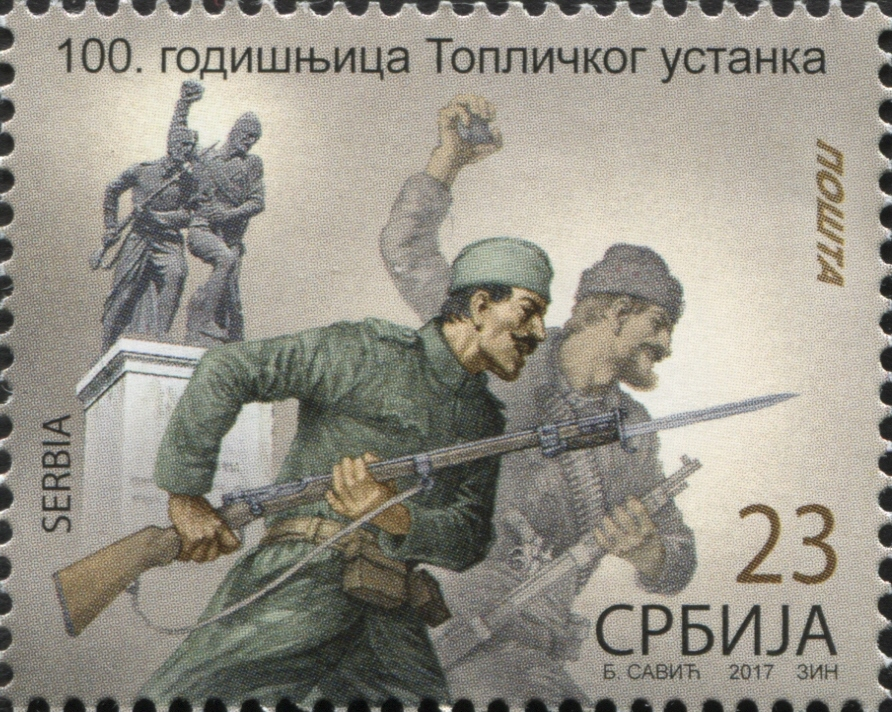
100-летие Топлицкого восстания. Марка Сербии, 2017

Решение о начале восстания было принято в ночь с 21 на 22 февраля 1917, и Печанац в итоге примкнул к нему. Лидерами восстания, помимо Коста Печанаца, были Коста Войнович, братья Тошко и Милинко Влаховичи, священник Димитрие Димитриевич, Йован Радович и командир роты Милан Дечанский. За несколько дней ими были освобождены Куршумлия, Прокупле, Лебане, Блаце и Власотинце, а восставшие дошли до Ниша и Лесковаца. Численность их составляла от 13 до 15 тысяч человек, вооружённых винтовками.
Воспротивившиеся сербы подняли открытое восстание 24 февраля, которое прокатилось по оккупированной стране. Повстанцы взяли легко Куршумлию, Прокупле, Лебане, Пусту-Реку с городом Бойник (Топличский округ), часть Нишского, Враньского и Рашского округов.
Повстанцы начали террор против несербского населения. Так 15 мая подразделения Войновича пересекли старую болгарскую границу (граница, которая была до балканских войн) и вторглись в Босилеград. Сожгли сёла Горна Лисина, Рыжана (современные Горня-Ржана и Доня-Ржана), был подожжён Босилеград. Выгорела значительная часть города. Болгары: 32 взрослых и двое детей были сожжены заживо.
Очевидно, что повстанцам не хватало оружия для полноценного вооружения всего своего войска. Оккупанты в Топлицу и Ябланицу отправили три дивизии, сняв их с фронта, болгарские комитские роты, авиацию и всю полицию (общая численность — 52 тысячи хорошо вооружённых солдат).
Сербская и югославская историография утверждает, что болгары устроили настоящий террор местного населения: от рук болгарских солдат погибло более 20 тысяч мирных жителей.
Последним отрядом, который продолжал сопротивление, был отряд Косты Войновича: 23 декабря 1917 воевода был убит. Четники продолжили партизанскую войну, несмотря на поражение восстания.